# Diodenanschluss

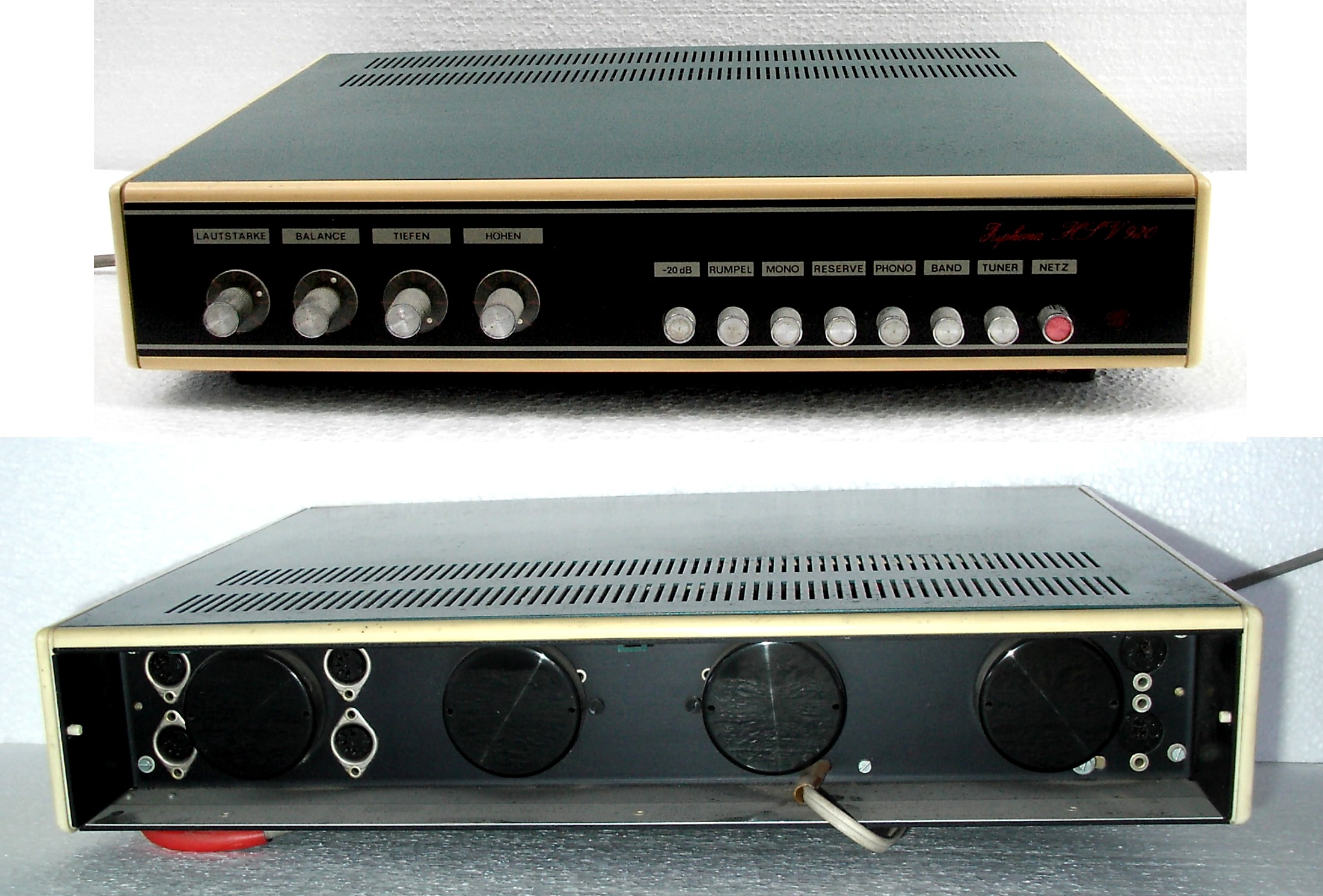
Diodenbuchsen am Heimstereoverstärker Ziphona HSV920

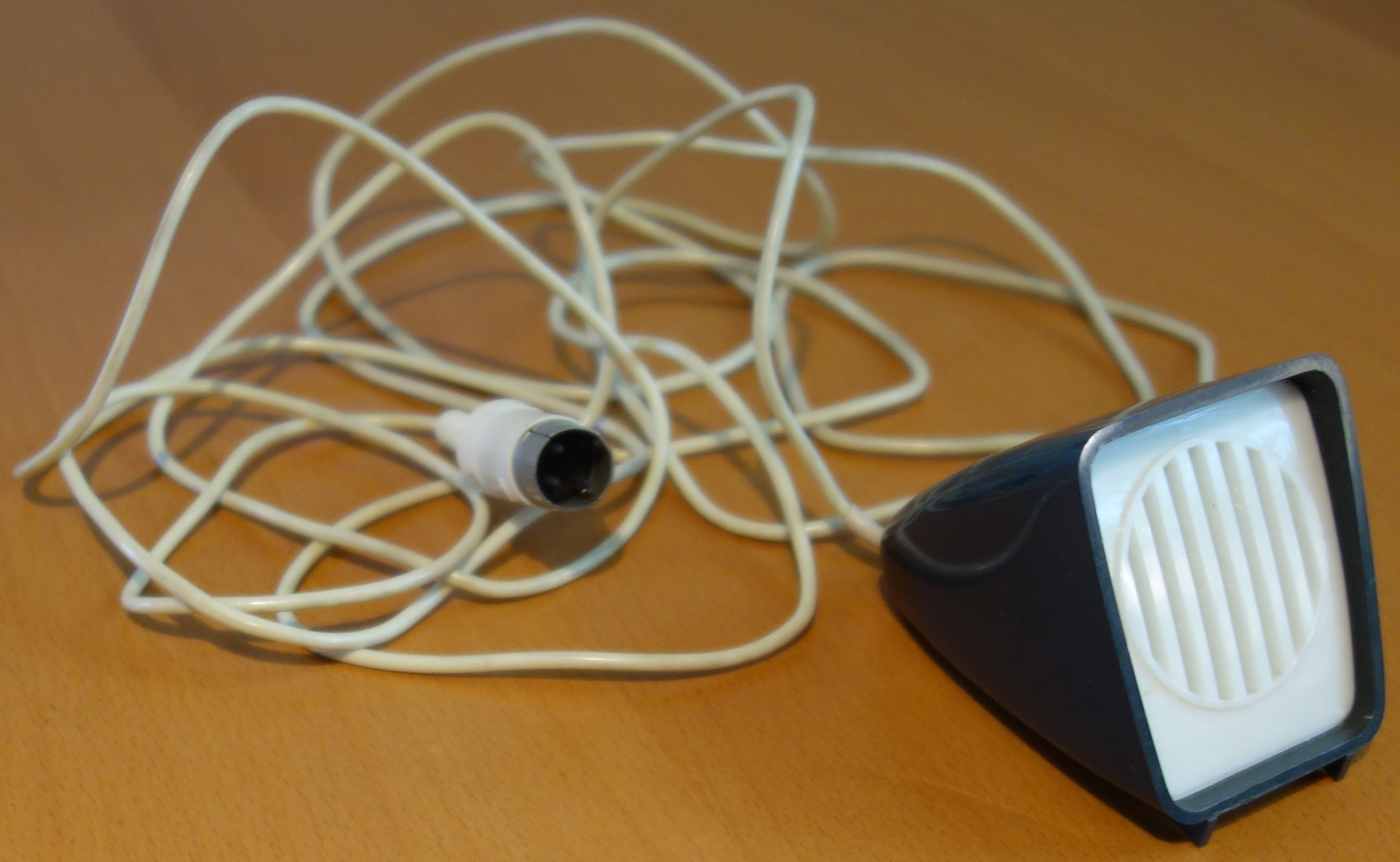
Tonbandgerät-Mikrofon der Firma Philips mit dreipoligem Diodenstecker (1960er Jahre)

Als Diodenbuchse bzw. Diodenanschluss wird eine zwei- oder mehrpolige Buchse eines Rundfunkempfängers bezeichnet, an der das wiedergewonnene Nutzsignal ansteht, das von der Demodulatordiode wiederhergestellt wird.

## Geschichte und Technik
Das ursprüngliche Audiosignal wird von der Demodulatordiode des Zwischenfrequenzverstärkers herausgeführt. 
Die Diodenbuchse fungierte zuerst als Ausgang und bei entsprechenden Geräten auch gleichzeitig als Eingang für eine externe Signalquelle. Später wurden Eingangs- und Ausgangsfunktion getrennt und umgeschaltet. Ein Plattenspieler oder ein Tonbandgerät können die nachfolgende Endstufe des Empfängers ebenfalls für die Wiedergabe im Lautsprecher nutzen.
Bei älteren Röhrenradios (um 1920–1948) besteht der Diodenanschluss aus zwei Bananenbuchsen mit 4 mm Ø im Abstand von ~19 mm. Der dazugehörige zweipolige Stecker wurde als Diodenstecker und das Kabel wurde als Diodenkabel bezeichnet. Zur Unterscheidung von der gleichaussehenden externen Lautsprecherbuchse erhielt die Diodenbuchse später einen dritten Anschluss für einen Flachstift dazwischen, der bei Monogeräten mit Masse verbunden ist. Der Lautsprecheranschluss erhielt einen dritten Rundstift in der Mitte. Der dritte Pol ermöglichte auch die Verwendung in Stereogeräten.
Mit dem späteren Normwechsel auf die 3-poligen, später auch 5-poligen DIN-Steckverbinder wurden diese ebenfalls als Diodenbuchse bzw. Diodenstecker bezeichnet. Die Bezeichnung wurde auch bei Transistorgeräten verwendet.
Der Eingang einer Diodenbuchse führt in der Regel zum Lautstärkeregler. Dieser Signalpegel entspricht dem des Signals, das die Diode liefert.
Der Diodenausgang hat bei der Verwendung eines Spannungsteilers unbelastet nur etwa 1/10 des Eingangspegels und versorgt im Tonbandgerät den Mikrofonvorverstärker. Der Spannungsteiler reduziert die Dämpfung der Demodulatordiode mit der Kabelkapazität und bedeutet eine kleinere Zeitkonstante.
Die in Europa meist als DIN-Steckverbinder ausgeführten Diodenanschlüsse wurden bis Ende der achtziger Jahre von anderen Steckersystemen (Cinch/RCA, Klinkenstecker 6,3 mm/3,5 mm, mono 2-polig, stereo 3-polig) verdrängt.

## Diodenkabel und Überspielkabel
Für eine Verbindung zwischen zwei Tonbandgeräten (TB) mit DIN-Buchsen wird ein Überspielkabel benötigt. Es unterscheidet sich vom Diodenkabel in der „gekreuzten“ Aderführung, wobei der Ausgang des einen Geräts über Kreuz an den Eingang des anderen gelegt wird. 
Hat das aufnehmende TB-Gerät einen Phono-Eingang (Hochpegeleingang), wird zur Überspielung kein gekreuztes Kabel verwendet. Das wiedergebende TB-Gerät hat sein NF-Signal auf Pin 3 (bei Stereo zusätzlich Pin 5 für den zweiten Kanal). Das aufnehmende Gerät nimmt am Phono-Eingang ebenfalls an Pin 3 (bei Stereo auch hier zusätzlich Pin 5 für den zweiten Kanal) das NF-Signal ab.

## Anderes
Als Diodenstecker werden Stecker mit einem zylindrischen, 2-poligen Stift für die Programmiereinrichtung Matrixautomat an Kinofilmprojektoren um 1960 bezeichnet. Sie sind im Griff mit einer Diode beschaltet.